# Reichsteilung von 395

Die Teilung des Römischen Reiches nach dem Tode Kaiser Theodosius’ I. im Jahr 395 in Westrom und Ostrom

Unter der sogenannten Reichsteilung von 395 n. Chr. versteht man die nach dem Tod von Theodosius I. erfolgte Teilung des Imperium Romanum in eine westliche und eine östliche Hälfte, in der jeweils ein Kaiser residierte. Der erste oströmische Kaiser war Theodosius’ älterer Sohn Arcadius, der erste weströmische Kaiser sein jüngerer Sohn Honorius. Kaiserresidenz des Ostens war Konstantinopel, im Westen residierte der Hof zunächst in Mailand, später dann meist in Ravenna sowie vereinzelt auch in Rom.
West- und Ostrom waren im 5. Jahrhundert allerdings nicht etwa zwei voneinander unabhängige Reiche, sondern bildeten nach damaligem Verständnis weiterhin gemeinsam das unteilbare Imperium Romanum. So gab es weiterhin auch nur ein einziges römisches Bürgerrecht (civitas Romana). Es ist daher zutreffender, statt von einer Reichsteilung von einer Teilung der Herrschaft im Römischen Reich zu sprechen, auch wenn es nach 395 in vielerlei Hinsicht zu einer langsamen Auseinanderentwicklung der beiden Reichshälften kam.

## Überblick
Die Idee, die Macht im Römischen Reich unter mehreren Herrschern zu verteilen, denen unterschiedliche regionale Aufgabenbereiche zugewiesen wurden, war alt: Bemerkenswerterweise verlief die Trennlinie 395 fast genau dort, wo beinahe 450 Jahre zuvor die Grenze zwischen den Machtbereichen von Octavian und Marcus Antonius festgelegt worden war, nämlich in Europa am Fluss Drina und in Afrika an den antiken Arae Philaenorum nahe der Großen Syrte. Spätestens im 3. Jahrhundert war diese Idee unter Kaiser Valerian, der sich die Herrschaft mit seinem Sohn Gallienus geteilt und diesem die Westhälfte des Reiches zugewiesen hatte, erneut aufgegriffen worden. In der Spätantike war seit Diokletian das Mehrkaisertum die Regel geworden, und bereits seit 364 gab es dauerhaft mindestens zwei Kaiserhöfe im Reich. Alles spricht dafür, dass auch die „Teilung“ von 395 in diese Reihe gehört. Nach dem Tode des Theodosius waren die Heere der beiden Reichsteile auch noch kurz unter dem Kommando des Heermeisters Stilicho vereint, der damit gegen Alarich zog, den Führer der Westgoten. Im Anschluss verlangte Kaiser Arcadius von Stilicho die Rückgabe der oströmischen Truppen. Mit Stilichos Fügung unter diesen Befehl wurden die Heere de facto für immer getrennt, was damals aber nur als Wiederherstellung der vorherigen Ordnung verstanden wurde.

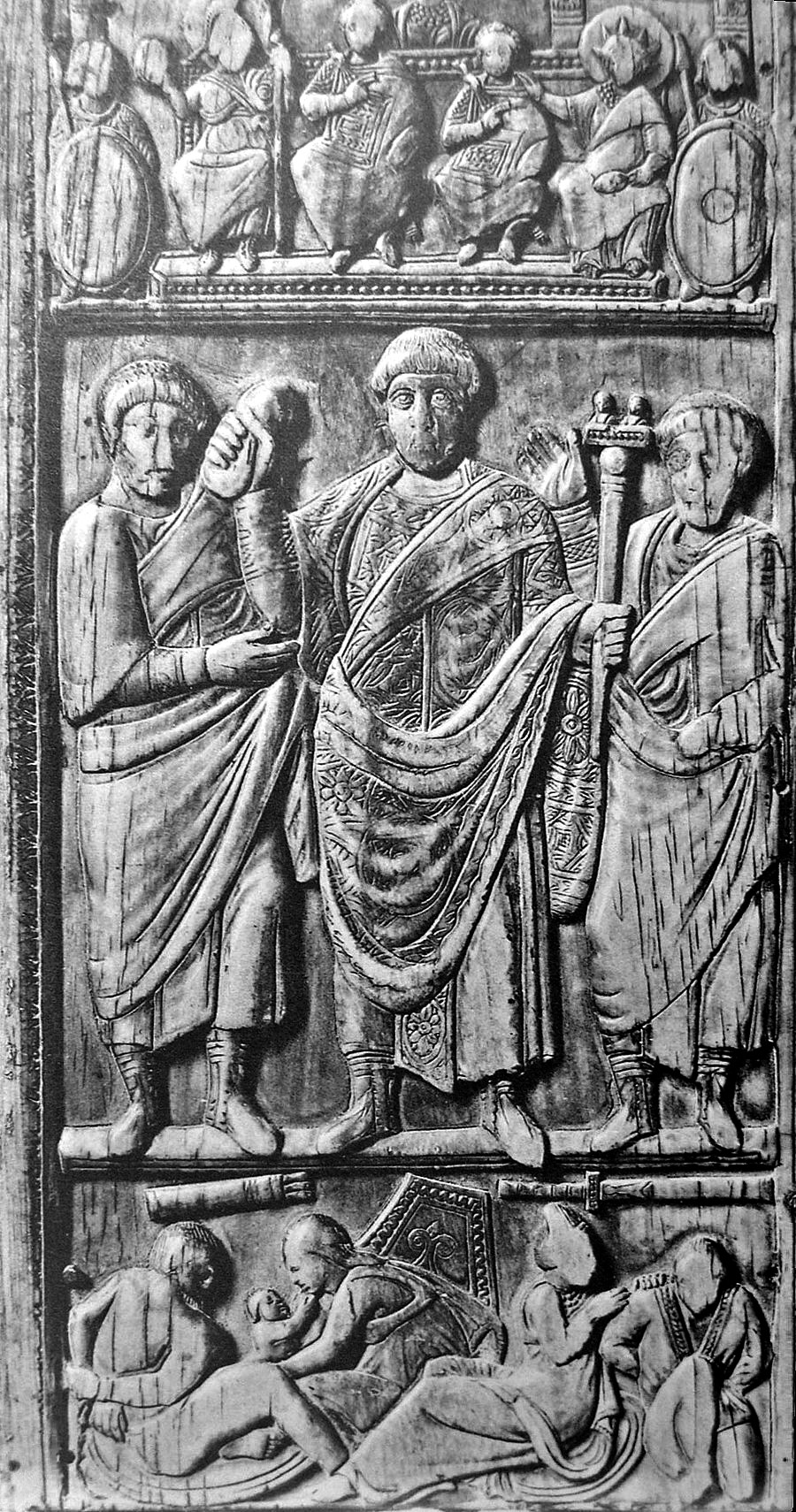
Konsulardiptychon des Flavius Constantius aus dem Jahr 420. Die beiden sitzenden Figuren im oberen Abschnitt stellen den Westkaiser Honorius und den Ostkaiser Theodosius II. dar, flankiert von den Personifikationen von Rom und Konstantinopel.

In diesem Zusammenhang ist die Rede von einer „Reichsteilung“ daher im Grunde irreführend; de jure war es nur eine Herrschaftsteilung, denn auch nach 395 bildete das Imperium Romanum staatsrechtlich weiterhin eine Einheit: Das Bild des Kaisers der jeweils anderen Reichshälfte stand in den Senatscurien von Rom und Konstantinopel, die meisten Gesetze galten, sofern sie dem jeweils anderen Hof offiziell mitgeteilt wurden, grundsätzlich reichsweit (dies traf auch auf den Codex Theodosianus von 438 zu), und nicht selten griff der eine Kaiser auch in die Politik der anderen Hälfte ein. Wenn ein Gesetz des jeweils anderen Kaisers im eigenen Reichsteil nicht gültig sein sollte, musste dies ausdrücklich angeordnet werden. Das letzte bekannte Gesetz, das zugleich im Namen beider Kaiser erlassen wurde, stammt aus dem Jahr 472. Man hatte die Herrschaft 395 aus praktischen, insbesondere militärischen Gründen auf zwei Augusti – überdies Brüder – verteilen müssen, an eine Spaltung des Reiches in zwei unabhängige Hälften dachte man nicht. Der spätantike Historiker Eunapios von Sardes äußerte dazu: „Die Kaiser regieren in zwei Körpern ein einziges Reich.“ Um 400 kam es aufgrund von Rivalitäten zwischen den beiden Kaiserhöfen zwar fast zu einem Krieg zwischen Ost- und Westrom; derartige Bürgerkriege hatte es aber im 4. Jahrhundert bereits wiederholt gegeben, ohne dass damit die Reichseinheit in Frage gestellt worden wäre. Im Gegenteil: Die Streitigkeiten entzündeten sich auch nach 395 nicht zuletzt gerade an dem Problem, welcher Kaiserhof in Fragen des Gesamtreichs das letzte Wort haben solle.
Besonders der oströmische Kaiser Theodosius II. (408 bis 450), der Sohn des Arcadius, legte gesteigerten Wert auf den Zusammenhalt der beiden Reichshälften, setzte daher 424 seinen Vetter Valentinian III. als neuen Herrscher in Ravenna ein, verheiratete ihn mit seiner Tochter Licinia Eudoxia und veranlasste 438 auch die Promulgation des Codex Theodosianus im Westen. In diesem Zusammenhang bezeichnete seine Kanzlei das Römische Reich als coniunctissimum imperium, also als „engstens verbundenes Reich“. Schon 437 hatte Valentinian III. zudem Konstantinopel besucht. Auch Theodosius’ Nachfolger Markian und Leo schickten wiederholt Soldaten sowie zwei Augusti, Anthemius im Jahr 467 und Iulius Nepos im Jahr 474, in den Westen. Zu nennen ist vor allem auch ein enorm aufwendiger gemeinsamer Angriff west- und oströmischer Truppen auf das Vandalenreich im Jahr 468. Umgekehrt beanspruchte der Westkaiser Valentinian III. noch 450 ein Mitspracherecht bei der Nachfolge im Ostreich, das er allerdings aufgrund der Bedrohung durch die Hunnen Attilas nicht durchsetzen konnte. Der Blick auf Karrieren wie die Aspars zeigt, dass Soldaten und andere Amtsträger im 5. Jahrhundert durchaus noch zwischen ost- und weströmischem Dienst hin und her wechseln konnten.

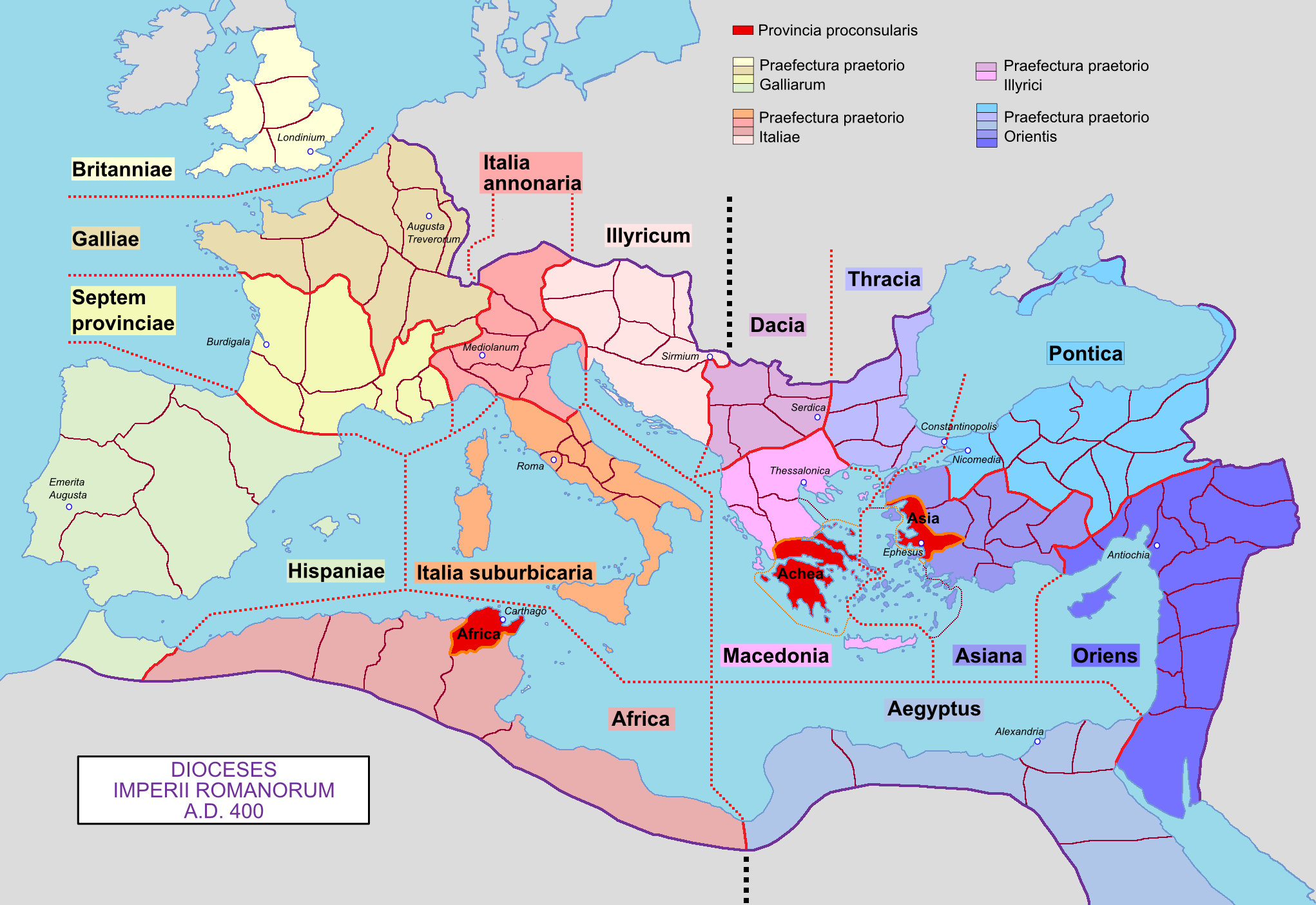
Die administrative Gliederung des Imperium Romanum nach 395.

Trotzdem kam der Regelung von 395 im Rückblick erhebliche Bedeutung zu: Da das weströmische Kaisertum 476/480 erlosch, bevor es wieder zur Alleinherrschaft eines einzigen Kaisers (Augustus) hätte kommen können, erwies sie sich faktisch als endgültig. Nicht wenige Althistoriker sind zudem der Ansicht, dass sich bereits im Verlauf des 4. Jahrhunderts eine stärkere kulturelle, religiöse und vor allem ökonomische Auseinanderentwicklung des griechisch geprägten Ostens und des lateinischen Westens abgezeichnet habe. Diese sei durch die Trennung von 395 und die wachsende Rivalität zwischen den beiden Kaiserhöfen befestigt und verstärkt worden. Die Verwaltungen in Ost und West funktionierten faktisch eigenständig und entwickelten jeweils Besonderheiten. Vor allem scheint es von Nachteil gewesen zu sein, dass Geld- und Truppenverschiebungen von Ost nach West nun zwar nicht unmöglich, wohl aber sehr viel umständlicher waren als zuvor; dieser Faktor mag den Fortbestand des ökonomisch deutlich stärkeren Ostens und den endgültigen Zerfall Westroms mit verursacht haben. Auch Missverständnisse, Misstrauen und Eifersüchteleien zwischen den beiden Kaiserhöfen könnten hierzu beigetragen haben.
Aus Sicht der Zeitgenossen scheint die Zeit der Reichsteilung allerdings 476 geendet zu haben – fortan gab es wieder nur einen einzigen römischen Kaiser, den in Konstantinopel. Nach dem Erlöschen des westlichen Kaisertums lag die Herrschaft über den Westen nun ganz selbstverständlich bei ihm, auch wenn man sie bis auf weiteres notgedrungen an die Herrscher der Germanenreiche delegierte. Westliche Autoren wie Hydatius von Aquae Flaviae sprachen folglich von einer monarchía des Ostkaisers über das ganze Reich. Kaiser Justinian machte noch 140 Jahre nach der Reichsteilung deutlich, dass er gewillt war, diese Ansprüche auch tatsächlich wieder durchzusetzen, und führte Rückeroberungskriege gegen Vandalen, Ost- und Westgoten.
Die Idee der Reichseinheit überdauerte die Teilung von 395 letztlich um mindestens 200 Jahre. Noch 597 scheint Kaiser Maurikios das zwei Jahrhunderte zuvor angewandte Konzept vor Augen gehabt zu haben, als er verfügte, nach seinem Tod solle sein ältester Sohn in Konstantinopel, sein Zweitgeborener aber in Rom als Kaiser residieren – allerdings wurde dieser Plan 602 durch die Ausrottung der kaiserlichen Familie durch den Usurpator Phokas zunichtegemacht. Wenig später wurden im Osten die lateinische Verwaltungs- und Kommandosprache sowie zahlreiche weitere römische Traditionen aufgegeben, und das nunmehr gänzlich gräzisierte Byzantinische Reich zog sich ab dem 7. Jahrhundert fast vollständig aus dem Westen zurück. Den Anspruch auf die Oberhoheit im gesamten ehemaligen römischen Machtbereich aber sollten die Kaiser in Konstantinopel auch im Mittelalter niemals aufgeben.